# Jaguar Mark IV
Jaguar Mark IV byl luxusní automobil vyráběný britskou automobilkou Jaguar Cars mezi lety 1945 a 1949. Označení Mark IV se začalo užívat až po válce, předtím se vyráběl jako SS Jaguar 1½ litre; 2½ litre a 3½ litre od roku 1935 do roku 1940. Nástupcem se stal model Mark V.
Před válkou se název Jaguar užíval pouze ve spojení s novými limuzínami značky SS Cars (název platný od roku 1933), a to navíc pouze jako doplněk zkratky SS. Ty se poprvé představily na londýnském autosalonu v roce 1935 a byly nazvány SS Jaguar 2½ litre a 1½ litre. Vzhledem stále připomínaly svého předchůdce, model SS 1, ale kromě dalšího páru dveří (model SS 1 byl pouze dvoudveřový) byla největší změnou nová pohonná jednotka s ventilovým rozvodem OHV. Blok motoru včetně pohyblivých komponentů stále ještě pocházel od automobilky Standard, která do té doby byla jediným dodavatelem firmy SS, o přepracování motoru se však postarala sama automobilka SS. S novým rozvodem a dvěma karburátory SU měl nyní 2,5 litrový šestiválec výkon 102 koní. Původně měl vůz rám z jasanového dřeva, ale od roku 1938
měly všechny vozy moderní ocelovou karoserii. Výroba byla přerušena v roce 1940, kdy se automobilka
musela začít plně soustřeďovat na válečnou produkci.
V roce 1945 se automobilka SS z pochopitelných důvodů přejmenovala na Jaguar Cars Ltd
a obnovila - jako většina tehdejších evropských automobilek - předválečnou produkci. Rozběhla se tak výroba 1½; 2½ a 3½ litrových modelů. S výrobou se začalo v červenci 1946, nyní však pod označením Jaguar Mark IV. Název Mark IV byl vybrán pro odlišení od nového modelu Mark V,

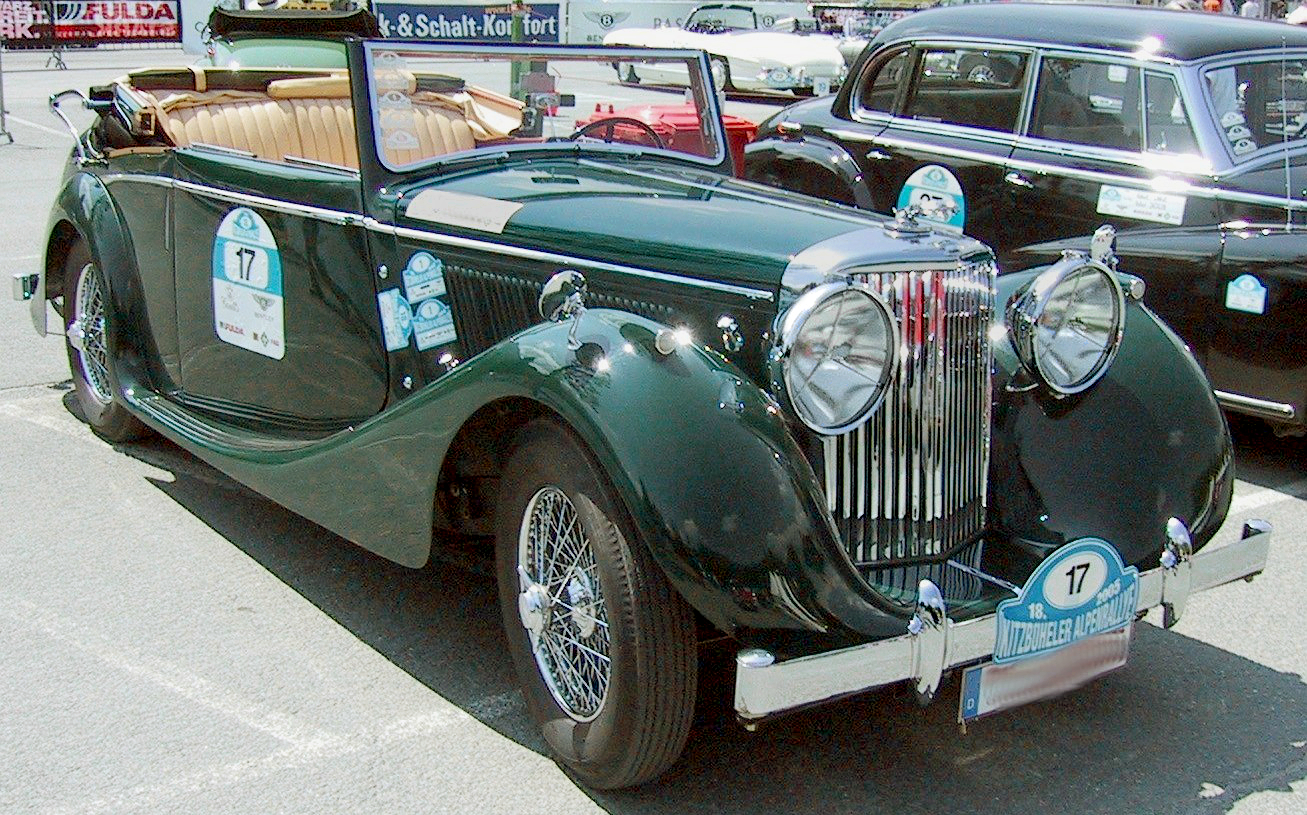
Jaguar 3½ Litre Tourer 1948

který byl také dodáván s 2½ a 3½ litrovými motory.

## SS Jaguar (Jaguar Mk IV) 1½ Litre
SS Jaguar 1½ Litre se představil společně s modelem 2½ litru na londýnském autosalonu Motor Show 24. září 1935. Pohon zajišťoval čtyřválec od automobilky Standard, který byl použit také u staršího modelu SS 2. Motor s postranními ventily měl objem 1 608 cm3 a výkon přes 40 koní. To vozu stačilo k max. rychlosti 110 km/h.
Od roku 1938 se začal montovat nový motor s označením Standard Flying 14 se zvýšeným objemem na 1 776 cm3 a výkonem 70 koní. Tento motor měl již moderní shora řízené ventily, stále však zůstávala stárnoucí přední tuhá náprava a ovládání bubnových brzd táhly. Vzhledem se stále víc přibližoval svému o litr silnějšímu bratrskému modelu. Vůz se nabízel ve variantě čtyřdveřové limuzíny Saloon nebo jako kupé se snímací střechou Drophead Coupé. Dohromady se vyrobilo necelých 11 000 vozů. Výroba skončila v roce 1949, jako poslední ze tří nabízených variant. Poslední exempláře sloužily jako firemní vozy managementu automobilky.

## SS Jaguar (Jaguar Mk IV) 2½ Litre
SS Jaguar 2½ Litre byl představen společně s 1½ litrovou verzí v roce 1935. Společně s nimi se představil také typ Tourer, který se ovšem prodával jen několik málo měsíců. Model 2½ Litre Saloon se stejně jako jeho předchůdce těšil velkému zájmu laiků i odborníků, když opět překvapil svou nízkou cenou, která činila pouhých 385 liber. Prestižní list The Autocar ocenil komfortní podvozek, měkkou a plynulou jízdu, skvělé jízdní vlastnosti i stabilitu při vysokých rychlostech. Poháněl ho již zmíněný šestiválcový motor s rozvodem OHV s objemem 2 663 cm3. Výkon dosahoval 102 koní a max. rychlost 140 km/h. V roce 1938 se rozvor náprav zvětšil z 3020 na 3050 mm, díky čemuž se zvětšil prostor pro cestující. Výroba skončila v roce 1948. Vyrobilo se 6 281 exemplářů, z toho pouze 105 ks modelu Tourer.

## SS Jaguar (Jaguar Mk IV) 3½ Litre
Verze s 3½ litrovým motorem byla nejsilnější nabízená varianta vozidel SS Jaguar prodávaná od roku 1937 do roku 1948. Pod kapotou se ukrýval nový motor s rozvodem OHV, jehož objem byl použitím karburátorů s vyšším průtokem a převrtáním válců zvýšen na 3 485 cm3. Výkon se zvýšil na 125 koní, díky němuž dosahoval vůz rychlosti až 150 km/h a zrychlení z 0 na 100 km/h za 14 s. Toto provedení se po válce stalo pro značku důležitým vývozním artiklem, když velká část produkce putovala do Spojených států.